# 長谷川久一
長谷川 久一（はせがわ きゅういち、1884年（明治17年）1月7日 - 1945年（昭和20年）8月25日）は、日本の内務官僚。
東京府知事や警視総監を歴任。

## 生涯
旧唐津藩士・長谷川芳之助（一刀流の使い手である長谷川善兵衛久徴の子）の長男として岡山県で生まれる。第一高等学校を卒業。
1907年（明治40年）、東京帝国大学法科政治科を卒業。高等文官試験に合格し、内務省に入る。内務書記官、内務参事官、三重県警察部長、千葉県警察部長、警視庁第二部長、警視庁保安部長、岐阜県内務部長、内務監察官、内務省土木局長を歴任。
1923年（大正12年）10月25日、1924年（大正13年）6月24日、石川県知事を務める。1924年（大正13年）6月24日、1927年（昭和2年）3月22日、和歌山県知事を務める。1927年（昭和2年）3月22日、1927年（昭和2年）5月17日、長崎県知事を務める。1927年（昭和2年）5月17日、1929年（昭和4年）7月5日、静岡県知事を務める。
1931年（昭和6年）12月18日、1932年（昭和7年）1月12日、東京府知事を務める。
1932年（昭和7年）1月12日、警視総監就任。同年1月29日、依願免本官となり退官。

## 親族
- 父 長谷川芳之助（工学博士、衆議院議員）[5]
- 母 長谷川なか（久保田政周姉）[5]
- 妻 長谷川昌子（小寺泰次郎三女、小寺謙吉妹）[5]
- 長女 あさ（杉靖三郎妻）[6]

## 著書
- 長谷川久一『独国に於ける模範市政と理想農邑』、内務省地方局、1909年10月